# Assistència (bàsquet)
En bàsquet, una assistència és una passada que dona a un jugador a un altre de manera que aquest anota una cistella, i es pot dir que el que encistella és assistit pel que dona la passada. Una assistència és una passada a un jugador que es troba en una posició d'avantatge o que l'ajuda a aconseguir-lo.
Les assistències es conten entre les estadístiques individuals i col·lectives dels equips de bàsquet. Solament la passada directament anterior a la cistella es pot comptar com a assistència, i per això no es pot comptabilitzar més d'una assistència per cistella. A l'hoquei sobre gel, en canvi, pot haver-hi més d'una assistència per gol. Una passada que duu a falta personal de tir no es considera assistència, encara que els posteriors tirs lliures poguessin resultar en dos punts, com una cistella. Hi ha un cert element d'apreciació quant a considerar o no com assistència a una passada. Hi ha ocasions en què es considera una passada com una assistència encara que el jugador que rep la passada hagi de botar abans de llançar i aconseguir la cistella. Aquestes diferències d'apreciació fan que sigui difícil comparar les estadístiques d'assistències, per exemple, entre les regles FIBA i NBA o altres campionats o entre èpoques diferents dins d'un mateix campionat.
Un jugador pot posar-se en posició de rebre una assistència de diverses maneres. Una d'elles és sortint d'un bloqueig, que, si surt bé, pot deixar al jugador en posició de tir fàcil. Una altra manera és quan es fa un dos contra un (dos defensors) contra un bon jugador, que deixa a un altre jugador de l'equip lliure de marca. És el jugador que passa, i no el que rep, el que rep el reconeixement de l'assistència. Se sol dir que una cistella fa feliç a un, al que l'aconsegueix, i una assistència fa feliç a dues, al que dona la passada i al que fica la cistella fàcil.
Els bases són els que solen realitzar el nombre més gran d'assistències, ja que el seu paper és principalment el de donar passades, manejar la pilota i dirigir el tempo i distribuir la pilota. Els pivots solen fer menys assistències, però els pivots amb bona col·locació i bona visió i lectura del joc poden ser també grans assistents. En estar en els voltants de la zona, el pivot sovint té una les millors posicions per a donar passades curtes en àrees pròximes a la cistella des d'on es poden fer tirs fàcils per ser propers. Per exemple, el pivot Wilt Chamberlain va ser el segon millor assistent de l'NBA durant la temporada 1968. Un pivot gran i fort i amb gran efectivitat prop del cercle, com el jugador dels Miami Heat Shaquille O'Neal, pot ser molt efectiu en assistències pels dos contra un als quals pot veure's sotmès freqüentment, podent ser les assistències tant a jugadors dintre de la zona com a jugadors en l'exterior de la zona.

## Grans assistents
John Stockton, Magic Johnson, Oscar Robertson, i Bob Cousy es consideren els més grans repartint assistències a l'NBA. Stockton té el rècord de major nombre d'assistències al llarg de tota la carrera, amb 15.806 assistències. El segon després d'ell és Mark Jackson, amb 10.334, molt lluny de la marca de Stockton. Magic Johnson té el rècord de mitjana d'assistències per partit amb 11,2, i Stockton és segon amb 10,5. Stockton, Jackson, i Johnson eren bases. Oscar Robertson va fer 9.887 assistències en la seva carrera, quan només es comptabilitzaven les passades de cistella, sense tir. Robertson va ser el primer jugador que va aconseguir arribar a una mitjana de més de 10 assistències per partit en una temporada, i va ser el líder en assistències en sis ocasions. Bob Cousy va ser el líder en repartiment d'assistències en vuit temporades consecutives. El rècord de l'NBA de màxim nombre d'assistències en un sol partit és de 30, realitzat per Scott Skiles dels Orlando Magic davant els Denver Nuggets en un partit celebrat el 30 de desembre de 1990.
Altres jugadors de l'NBA considerats grans en repartir assistències són: Nate Archibald, Kevin Porter, Tim Hardaway, Kevin Johnson, Jason Kidd, Steve Nash, Gary Payton, Scott Skiles, Rod Strickland, Isiah Thomas, i Lenny Wilkens entre d'altres.